# Öt erősség
Az öt erősség vagy öt szellemi erő (szanszkrit, páli: panycsa bala) a buddhizmusban a hit, az energia, a tudatosság, a koncentráció és a bölcsesség. Ezek a csoport a közé a hét csoport közé tartozik, amelyek Buddha szerint megvilágosodáshoz vezetnek (Bódhipakkhija-dhamma). Ezek összhangban állnak az öt "spirituális képességgel."
A hit és a bölcsesség kiegyensúlyozza egymást, ahogy az energia és a koncentráció is. Az öt erősség fegyelmező képességek, ugyanis ellenőrzésük alatt tartják a velük ellentétes erőket. Erő és képesség ugyanannak a dolognak az aspektusai.
1. Hit (szaddha) - fegyelmezi a kétséget
2. Energia/erőfeszítés/kitartás (vírja) – fegyelmezi a lustaságot
3. Tudatosság (szati); - fegyelmezi a nemtörődömséget
4. Koncentráció (Szamádhi) - fegyelmezi a szétszórtságot
5. Bölcsesség (pannyá, pradzsnyá) – fegyelmezi a tévelygést

## Etimológia
A szanszkrit, páli panycsa jelentése „öt” A szanszkrit, páli bala jelentése „erő”, „erősség”, „szilárdság”, „akarat”